# Plaine de Ninive
Plaine de Ninive (syriaque : Dasta d'Ninwe ; arabe : sahl naynawa), également connue comme Plaine de Mossoul ou Plaine de Sinjar, se situe dans la province de Ninive en Irak au nord-est de Mossoul.

## Situation
La Plaine de Ninive s'étale sur trois districts : Tél Keppe, Al-Hamdaniya, et Ain Sifni. La zone comprend les ruines assyriennes des villes de Ninive, Nimrud, et Dur-Sharrukin, ainsi que de nombreux sites religieux chrétiens, musulmans et yézidis, tels que le monastère Mor Mattay, le Monastère Rabban Hormizd, le tombeau de Nahum et Lalesh.

## Histoire
À la suite des troubles persistants de Bagdad, les chrétiens se sont réfugiés dans les villes de la plaine de Ninive en particulier à Qaraqosh, Bartella, Karamlech et Alqosh.
Les chrétiens se répartissent entre Syriaques occidentaux, relevant de l'Église syriaque orthodoxe et de l'Église catholique syriaque, syriaque orientaux, relevant de l'Église de l'Orient et de l'Église chaldéenne et Dominicains.
En 2014, le groupe islamiste EI a pris le contrôle de la région. De nombreux habitants chrétiens et yézidis ont fui vers la Turquie et le Kurdistan irakien de peur d'être tués ou réduits en esclavage par les jihadistes.
La région a été libérée en 2017.

## Villes principales

Les districts de la province

- Tel Keppe, Bakhdida, Bartella, Alqosh, Karemlesh, Ain Sifni, Tesqopa, Batnaya, Baqofah, Sharafiya